# Hausfeldstrasse (métro de Vienne)
Hausfeldstrasse (en allemand : U-Bahn-Station Hausfeldstraße) est une station de la ligne U2 du métro de Vienne. Elle est située dans le quartier Aspern, sur le territoire du XXIIe arrondissement Donaustadt, à Vienne en Autriche. 
Mise en service en 2013, elle est desservie par les rames de la ligne U2 du métro de Vienne, qui depuis le 28 mai 2021 ont pour terminus ouest provisoire Schottentor, avant l'ouverture du prolongement de la ligne prévu de 2028 à 2032. Elle est en correspondance avec la ligne 26 du tramway de Vienne.

## Situation sur le réseau

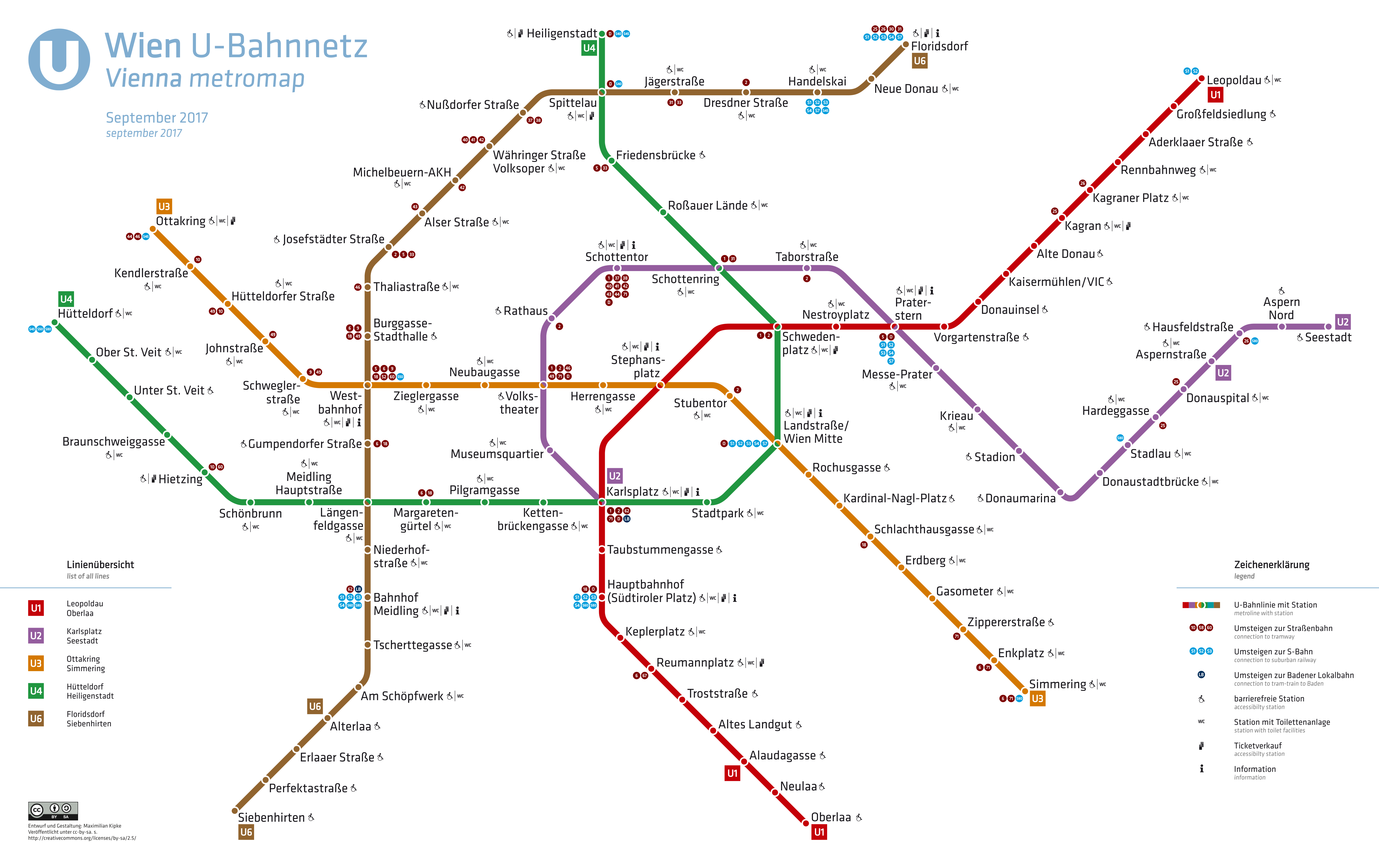
Plan du métro (2017).

Établie en aérien, Hausfeldstrasse est une station de passage de la ligne U2 du métro de Vienne : elle est située entre la station Aspern Nord, en direction du terminus est Seestadt, et la station Aspernstrasse, en direction du terminus ouest Schottentor. 
Elle dispose d'un quai central encadré par les deux voies de la ligne.

## Histoire
La station Aspern Nord est mise en service le 5 octobre 2013, lors de l'ouverture à l'exploitation des 4,2 km du prolongement de Aspernstrasse à Seestadt.
Le 28 mai 2021, la ligne est modifiée, son terminus est reste Seestadt mais son terminus ouest devient provisoirement Schottentor, après la fermeture pour travaux de la section de Schottentor à Karlsplatz. Ceci ayant lieu dans le cadre du réaménagement de cette portion de ligne et des stations pour son intégration dans la nouvelle ligne U5 automatique et la construction d'un nouveau prolongement de la ligne U2 dont l'ouverture programmée s'échelonne de 2028 à 2032,.

## Services aux voyageurs

### Accès et accueil
La station aérienne dispose au niveau du sol de deux hall, à l'ouest et à l'est, disposant chacun de deux accès (nord et sud) et notamment d'un ascenseur pour la relation avec le quai pour l'accessibilité des personnes à la mobilité réduite (voir plan ci-dessous).

Installations
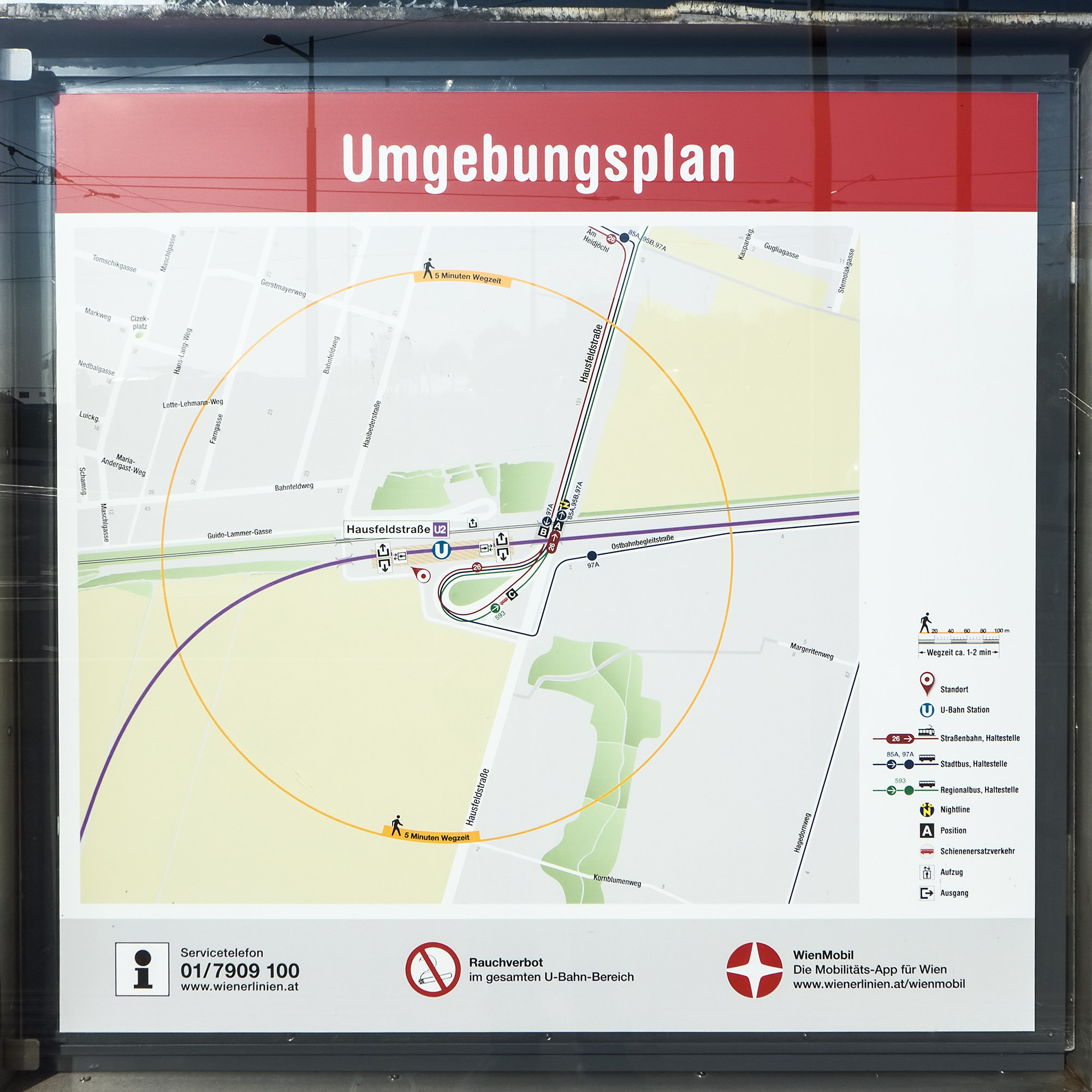
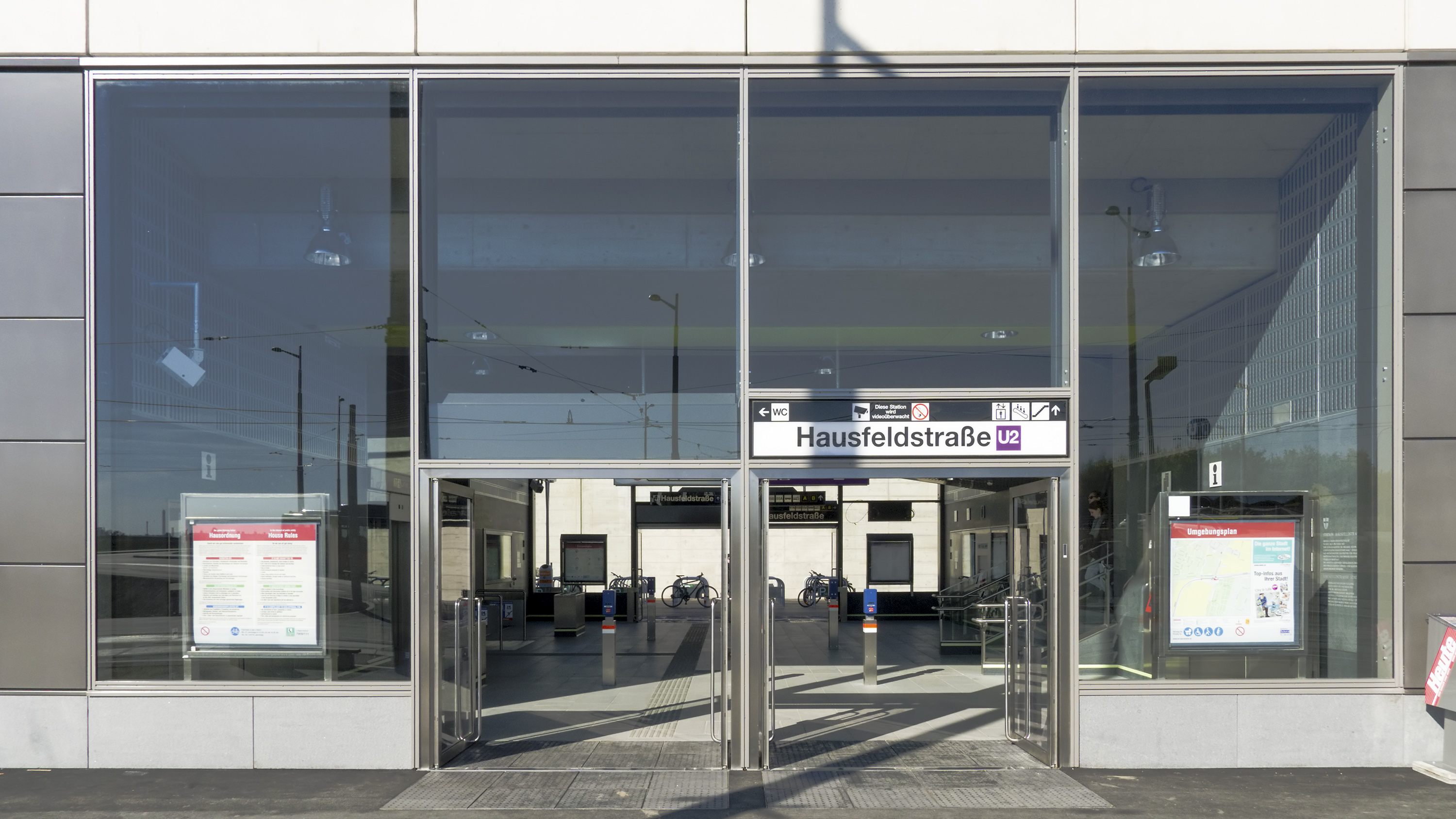
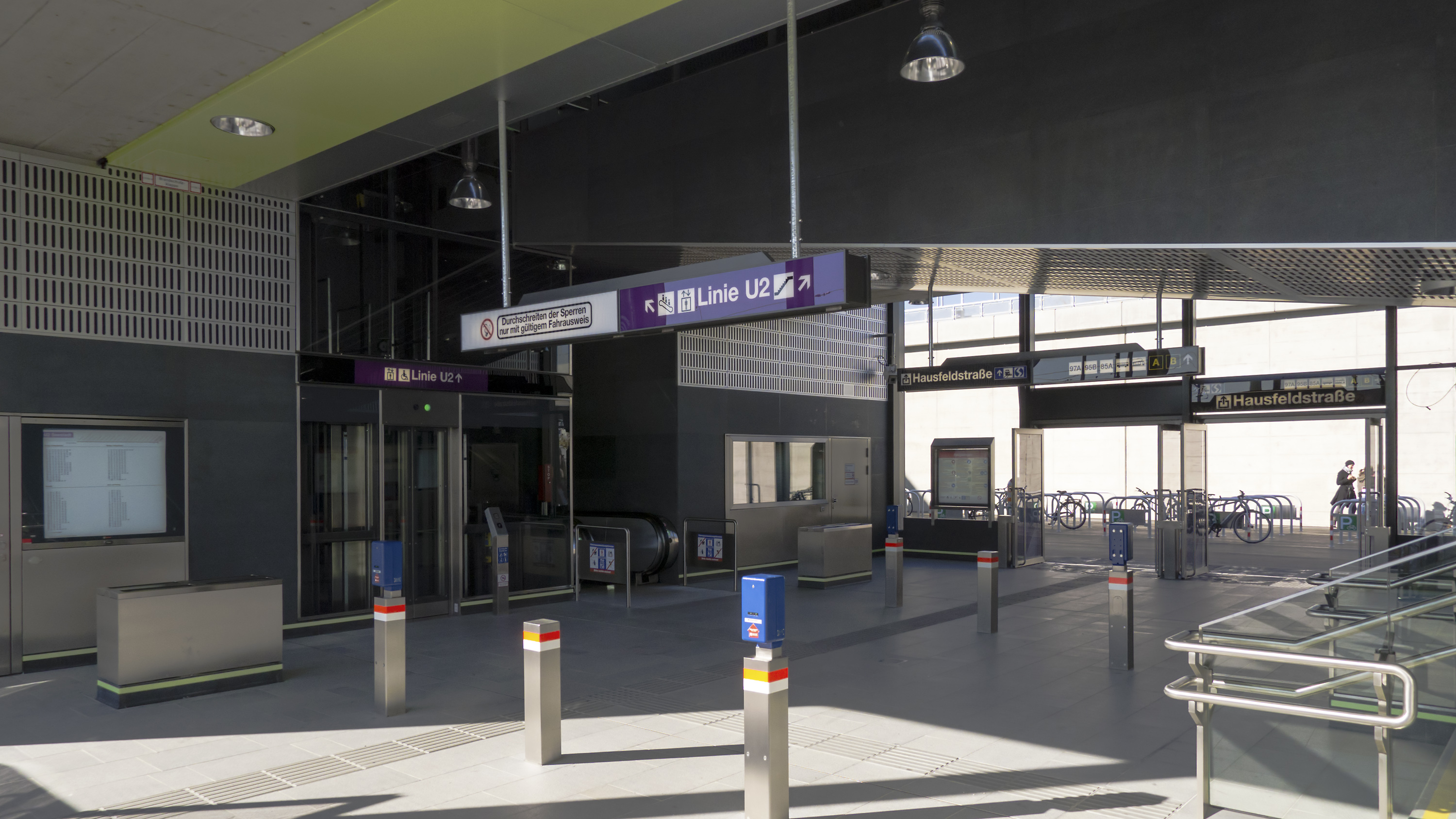

### Desserte
Hausfeldstrasse est desservie par les rames de la ligne U2 du métro de Vienne.

Installations et desserte
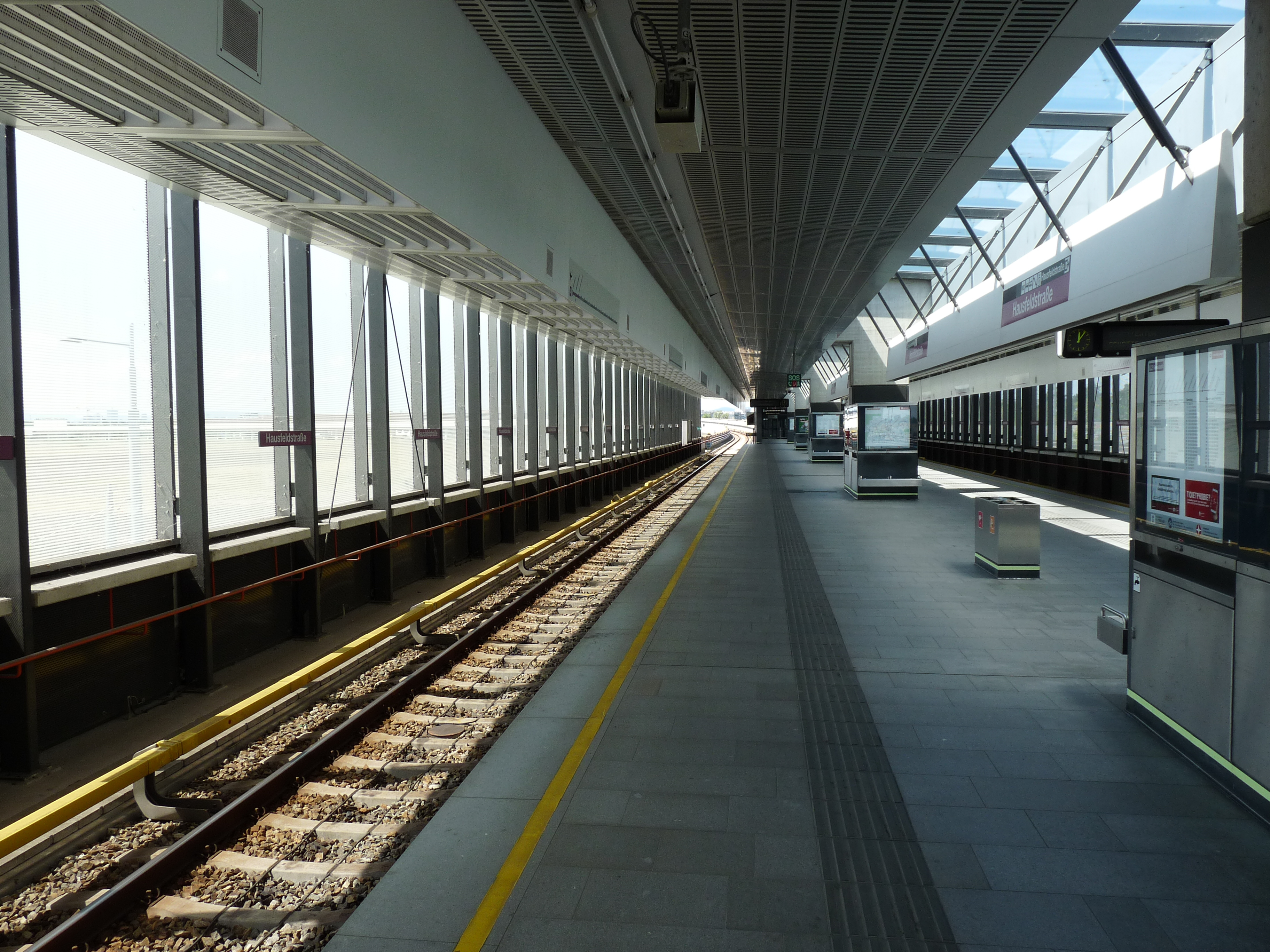
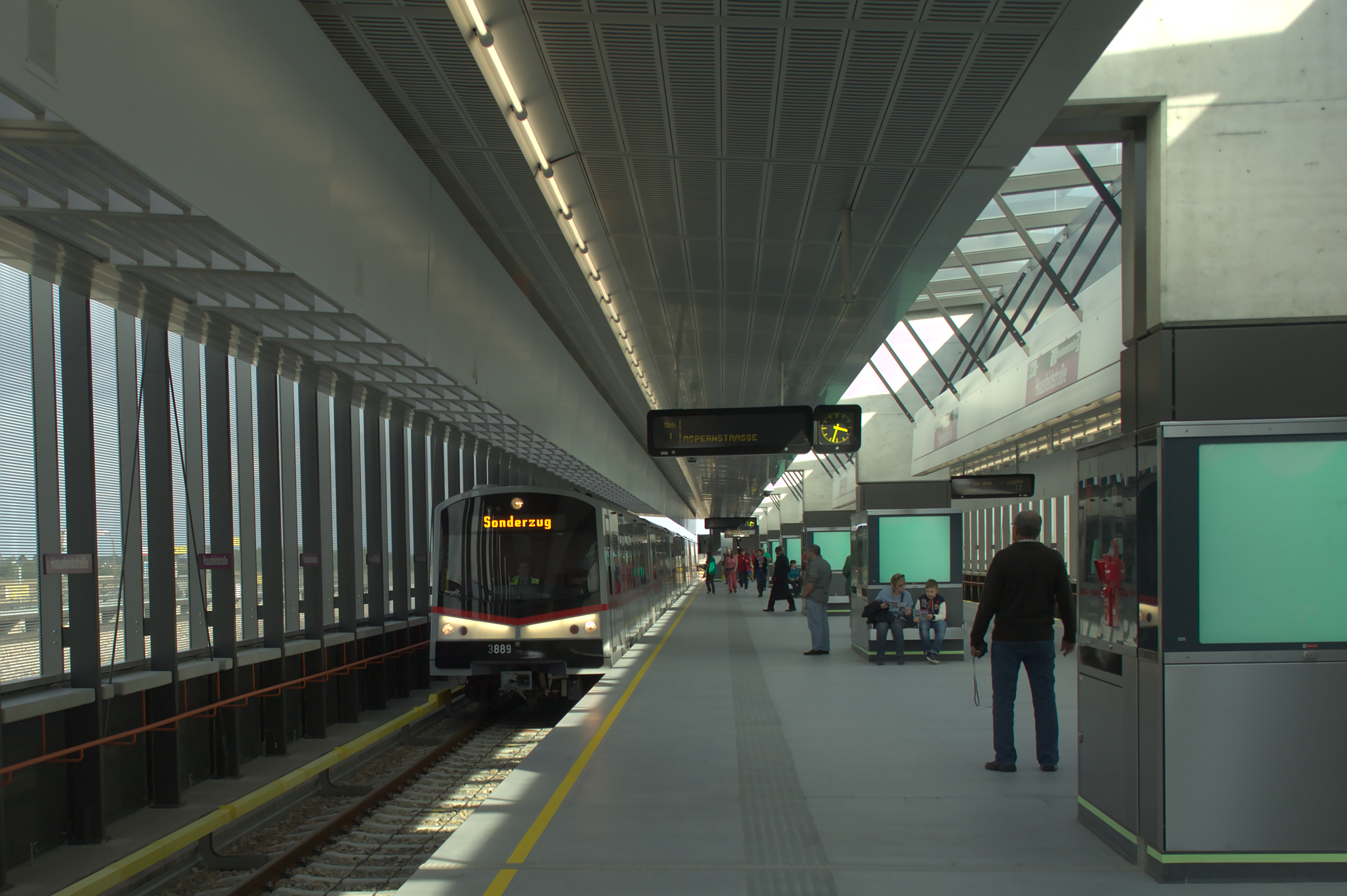
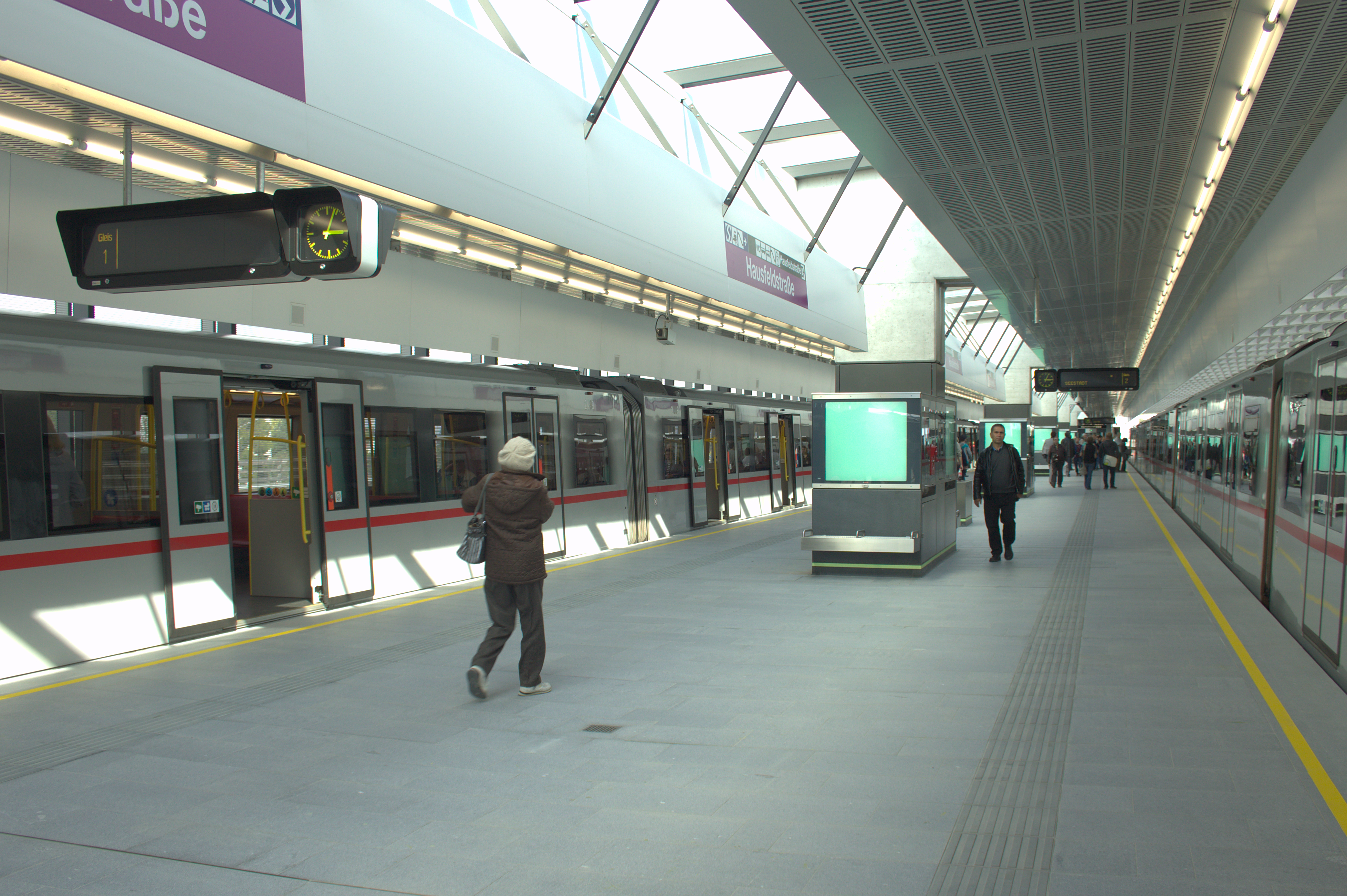

### Intermodalité
La station est en correspondance avec la ligne 26 du tramway de Vienne et les lignes de bus 85A, 95B, 97A, 540, 595 et N23.

Correspondances
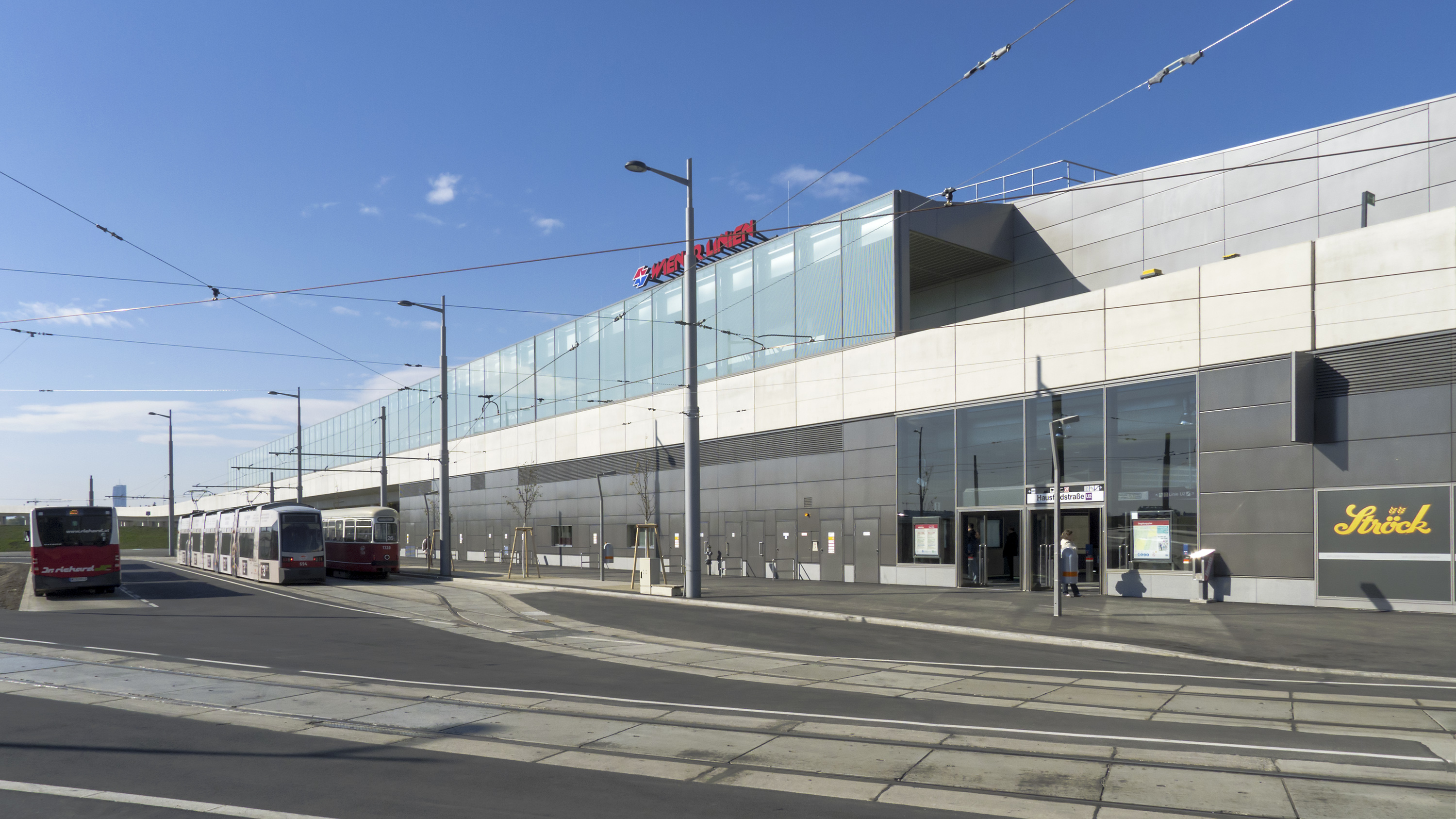
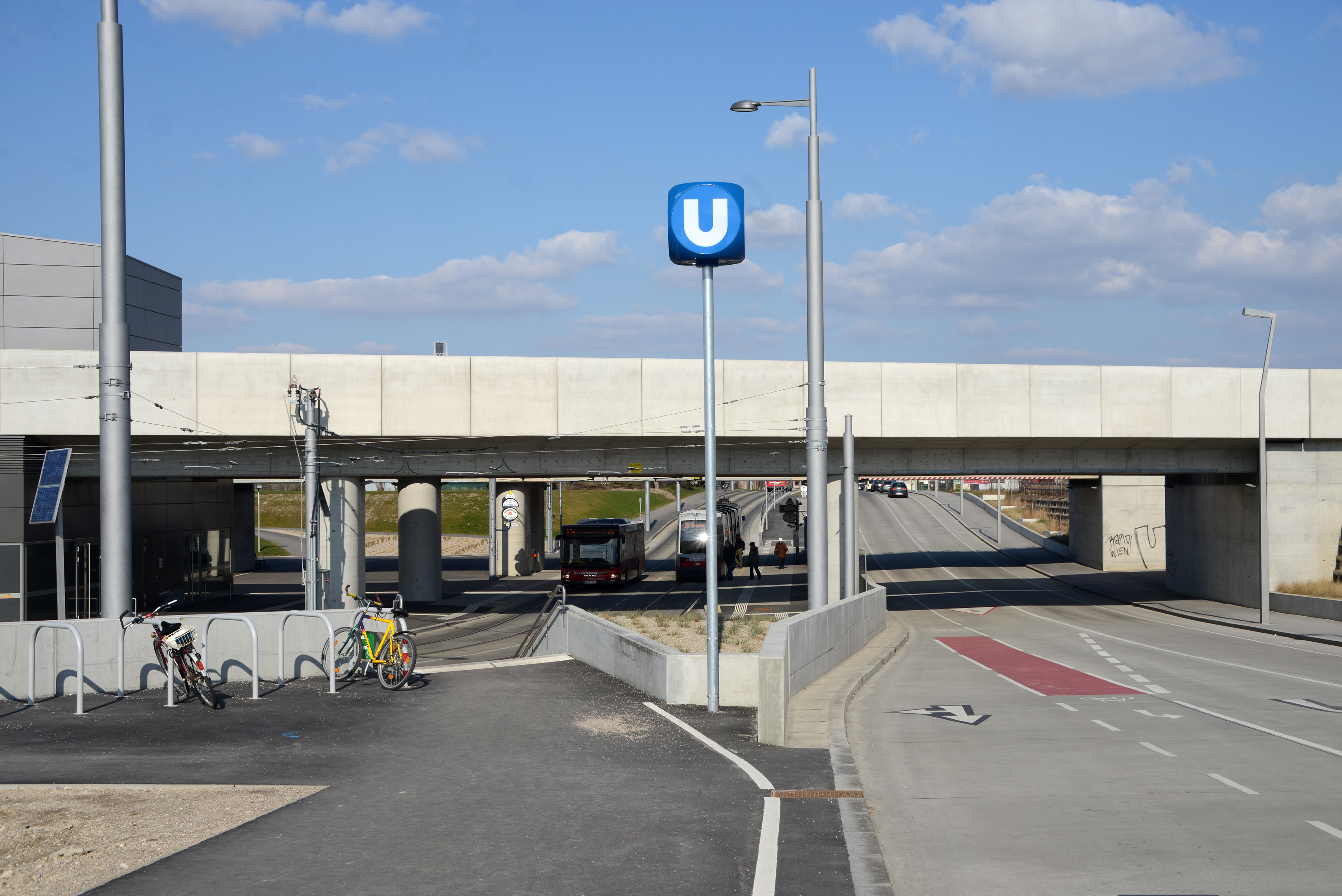
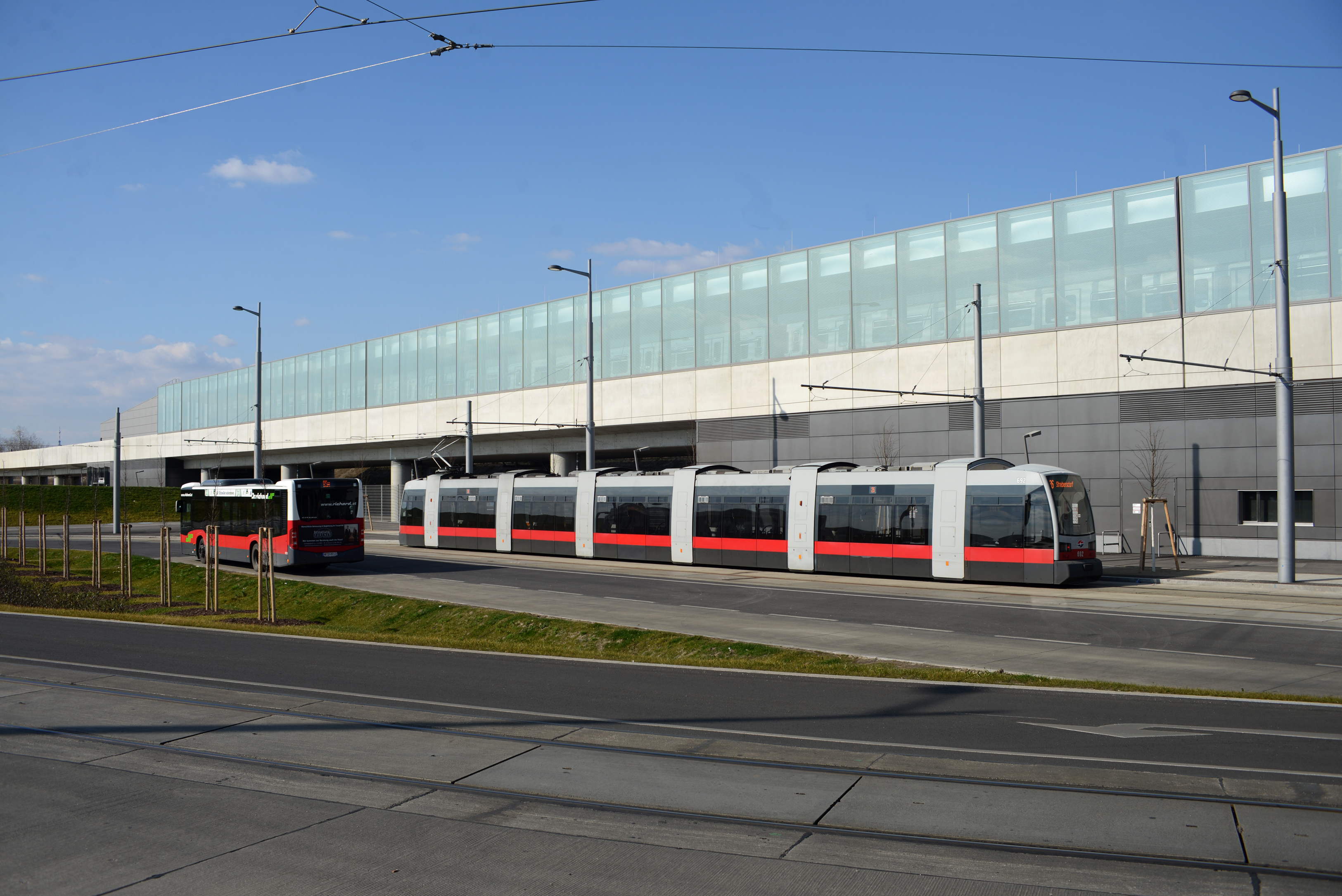